# Општина Веветока (Мексико)
Веветока (шп. Huehuetoca) општина је у Мексику у савезној држави Мексико. Општина се налази на надморској висини од 2260 м.

## Становништво
Према подацима из 2010. у општини је живело 100023 становника.

### Хронологија
| Година       | 2000                  | 2005                  | 2010                   |
| ------------ | --------------------- | --------------------- | ---------------------- |
| Становништво | 38458 (19599 / 18859) | 59721 (29504 / 30217) | 100023 (49372 / 50651) |

### Попис
| \| \| м \| \| \| ж \| \| 0—2 \| 3.407 \| \| \| 3.306 \| \| 3—5 \| 3.796 \| \| \| 3.635 \| \| 6—11 \| 7.292 \| \| \| 6.989 \| \| 12—14 \| 2.963 \| \| \| 2.880 \| \| 15—17 \| 2.706 \| \| \| 2.747 \| \| 18—24 \| 5.353 \| \| \| 5.822 \| \| 60+ \| 1.625 \| \| \| 2.004 \| \| Просек : \| 26,5 \| \| \| 27,2 \| |       |  |  |       |
| |       |  |  |       |
| | м     |  |  | ж     |
| 0—2 | 3.407 |  |  | 3.306 |
| 3—5 | 3.796 |  |  | 3.635 |
| 6—11 | 7.292 |  |  | 6.989 |
| 12—14 | 2.963 |  |  | 2.880 |
| 15—17 | 2.706 |  |  | 2.747 |
| 18—24 | 5.353 |  |  | 5.822 |
| 60+ | 1.625 |  |  | 2.004 |
| Просек : | 26,5  |  |  | 27,2  |

| #   | Индикатор                                                                                        | Вредност |
| --- | ------------------------------------------------------------------------------------------------ | -------- |
| 1   | Становништво од 0 до 2 године                                                                    | 6713     |
| 2   | Мушко становништво од 0 до 2 године                                                              | 3407     |
| 3   | Женско становништво од 0 до 2 године                                                             | 3306     |
| 4   | Становништво са 3 и више година                                                                  | 92343    |
| 5   | Мушко становништво са 3 и више година                                                            | 45483    |
| 6   | Женско становништво са 3 и више година                                                           | 46860    |
| 7   | Становништво са 5 и више година                                                                  | 87387    |
| 8   | Мушко становништво са 5 и више година                                                            | 42990    |
| 9   | Женско становништво са 5 и више година                                                           | 44397    |
| 10  | Становништво са 12 и више година                                                                 | 70631    |
| 11  | Мушко становништво са 12 и више година                                                           | 34395    |
| 12  | Женско становништво са 12 и више година                                                          | 36236    |
| 13  | Становништво са 15 и више година                                                                 | 64788    |
| 14  | Мушко становништво са 15 и више година                                                           | 31432    |
| 15  | Женско становништво са 15 и више година                                                          | 33356    |
| 16  | Становништво са 18 и више година                                                                 | 59335    |
| 17  | Мушко становништво са 18 и више година                                                           | 28726    |
| 18  | Женско становништво са 18 и више година                                                          | 30609    |
| 19  | Становништво од 3 до 5 година                                                                    | 7431     |
| 20  | Мушко становништво од 3 до 5 година                                                              | 3796     |
| 21  | Женско становништво од 3 до 5 година                                                             | 3635     |
| 22  | Становништво од 6 до 11 година                                                                   | 14281    |
| 23  | Мушко становништво од 6 до 11 година                                                             | 7292     |
| 24  | Женско становништво од 6 до 11 година                                                            | 6989     |
| 25  | Становништво од 8 до 14 година                                                                   | 15278    |
| 26  | Мушко становништво од 8 до 14 година                                                             | 7760     |
| 27  | Женско становништво од 8 до 14 година                                                            | 7518     |
| 28  | Становништво од 12 до 14 година                                                                  | 5843     |
| 29  | Мушко становништво од 12 до 14 година                                                            | 2963     |
| 30  | Женско становништво од 12 до 14 година                                                           | 2880     |
| 31  | Становништво од 15 до 17 година                                                                  | 5453     |
| 32  | Мушко становништво од 15 до 17 година                                                            | 2706     |
| 33  | Женско становништво од 15 до 17 година                                                           | 2747     |
| 34  | Становништво од 18 до 24 године                                                                  | 11175    |
| 35  | Мушко становништво од 18 до 24 године                                                            | 5353     |
| 36  | Женско становништво од 18 до 24 године                                                           | 5822     |
| 37  | Женско становништво од 15 до 49 година                                                           | 28667    |
| 38  | Становништво са 60 и више година                                                                 | 3629     |
| 39  | Мушко становништво са 60 и више година                                                           | 1625     |
| 40  | Женско становништво са 60 и више година                                                          | 2004     |
| 41  | Однос између мушкараца и жена                                                                    | 97.47    |
| 42  | Становништво од нуле до 14 година                                                                | 34268    |
| 43  | Становништво од 15 до 64 године                                                                  | 62508    |
| 44  | Становништво од 65 година и више                                                                 | 2280     |
| 45  | Просечан број деце                                                                               | 2.11     |
| 46  | Становништво рођено у ентитету                                                                   | 53836    |
| 47  | Мушко становништво рођено у ентитету                                                             | 26944    |
| 48  | Женско становништво рођено у ентитету                                                            | 26892    |
| 49  | Становништво рођено у другом ентитету                                                            | 44881    |
| 50  | Мушко становништво рођено у другом ентитету                                                      | 21784    |
| 51  | Женско становништво рођено у другом ентитету                                                     | 23097    |
| 52  | Становништво од 5 година и више резидентно у ентитету у јуну 2005. године                        | 74965    |
| 53  | Мушко становништво старосног доба од 5 година и више, резидентно у ентитету у јуну 2005. године  | 36932    |
| 54  | Женско становништво старосног доба од 5 и више година, резидентно у ентитету у јуну 2005. године | 38033    |
| 55  | Становништво од 5 година и више које је живело у другом ентитету у јуну 2005. године             | 11798    |
| 56  | Мушко становништво старије од 5 година које је живело у другом ентитету у јуну 2005. године      | 5684     |
| 57  | Женско становништво старије од 5 година које је живело у другом ентитету у јуну 2005. године     | 6114     |
| 58  | Становништво од 3 године и више које говори аутохтони језик                                      | 1670     |
| 59  | Мушко становништво старо 3 године и више које говори аутохтони језик                             | 842      |
| 60  | Женско становништво старо 3 године и више које говори аутохтони језик                            | 828      |
| 61  | Становништво од 3 године и више које говори аутохтони језик и не говори шпански језик            | 12       |
| 62  | Мушко становништво старо 3 године и више које говори аутохтони језик и не говори шпански         | 3        |
| 63  | Женско становништво старо 3 године и више које говори аутохтони језик и не говори шпански језик  | 9        |
| 64  | Становништво старо 3 године и више које говори аутохтони језик и шпански                         | 1487     |
| 65  | Мушко становништво старо 3 године и више које говори аутохтони језик и шпански                   | 750      |
| 66  | Женско становништво старо 3 године и више које говори аутохтони језик и шпански                  | 737      |
| 67  | Становништво од 5 година и више које говори аутохтони језик                                      | 1650     |
| 68  | Становништво од 5 година и више које говори аутохтони језик и не говори шпански језик            | 8        |
| 69  | Становништво од 5 година и више које говори аутохтони језик и говори шпански језик               | 1477     |
| 70  | Становништво у домородачким домаћинствима                                                        | 4230     |
| 71  | Становништво са ограничењима у активностима                                                      | 3519     |
| 72  | Становништво са ограниченим ходањем или кретањем, горе или доле                                  | 1474     |
| 73  | Становници са ограничењима вида, чак и уз кориштење сочива                                       | 1381     |
| 74  | Становништво са ограничењима говора, комуникације или конверзације                               | 362      |
| 75  | Становништво са ограниченим слухом                                                               | 300      |
| 76  | Становништво са ограничењима при одевању, купању или јелу                                        | 205      |
| 77  | Становништво са ограничењима у опажању или учењу једноставних ствари                             | 223      |
| 78  | Становништво са менталним ограничењима                                                           | 324      |
| 79  | Становништво без ограничења активности                                                           | 95284    |
| 80  | Становништво од 3 до 5 година које не похађа школу                                               | 3960     |
| 81  | Мушко становништво од 3 до 5 година које не похађа школу                                         | 2012     |
| 82  | Женско становништво од 3 до 5 година које не похађа школу                                        | 1948     |
| 83  | Становништво од 6 до 11 година које не похађа школу                                              | 318      |
| 84  | Мушко становништво од 6 до 11 година које не похађа школу                                        | 177      |
| 85  | Женско становништво од 6 до 11 година које не похађа школу                                       | 141      |
| 86  | Становништво од 12 до 14 година које не похађа школу                                             | 299      |
| 87  | Мушко становништво од 12 до 14 година које не похађа школу                                       | 157      |
| 88  | Женско становништво од 12 до 14 година које не похађа школу                                      | 142      |
| 89  | Становништво од 15 до 17 година похађа школу                                                     | 3744     |
| 90  | Мушко становништво од 15 до 17 година похађа школу                                               | 1869     |
| 91  | Женско становништво између 15 и 17 година живота у школи                                         | 1875     |
| 92  | Становништво од 18 до 24 године похађа школу                                                     | 2098     |
| 93  | Мушко становништво од 18 до 24 године похађа школу                                               | 1047     |
| 94  | Женско становништво од 18 до 24 године похађа школу                                              | 1051     |
| 95  | Становништво од 8 до 14 година које не може да чита и пише                                       | 272      |
| 96  | Мушко становништво старосног доба од 8 до 14 година које не може да чита и пише                  | 148      |
| 97  | Женско становништво старосног доби од 8 до 14 година које не може да чита и пише                 | 124      |
| 98  | Становништво од 15 година и више које је неписмено                                               | 1689     |
| 99  | Мушко становништво од 15 година и више које је неписмено                                         | 523      |
| 100 | Женско становништво од 15 година и више које је неписмено                                        | 1166     |
| 101 | Становништво старо 15 и више година без школовања                                                | 2138     |
| 102 | Мушко становништво старо 15 и више година без школовања                                          | 757      |
| 103 | Женско становништво старо 15 и више година без школовања                                         | 1381     |
| 104 | Становништво старосног доба 15 и више година са непотпуним основним образовањем                  | 4286     |
| 105 | Мушко становништво старосног доба од 15 година и више са непотпуном основним образовањем         | 1737     |
| 106 | Женско становништво старосног доба 15 и више година са непотпуном основним образовањем           | 2549     |
| 107 | Становништво старо 15 и више година са комплетним основним образовањем                           | 9484     |
| 108 | Мушко становништво старо 15 година и више са комплетним основним образовањем                     | 4026     |
| 109 | Женско становништво старо 15 и више година са комплетним основним образовањем                    | 5458     |
| 110 | Становништво старосног доба 15 и више година са непотпуним средњим образовањем                   | 3550     |
| 111 | Мушко становништво старосног доба од 15 година и више са непотпуним средњим образовањем          | 1953     |
| 112 | Женско становништво старосног доба од 15 година и више са непотпуним средњим образовањем         | 1597     |
| 113 | Становништво старо 15 и више година са пуним секундарном образовањем                             | 21873    |
| 114 | Мушко становништво старосног доба од 15 година и више са пуним секундарном образовањем           | 11291    |
| 115 | Женско становништво старосног доба од 15 година и више са пуним секундарном образовањем          | 10582    |
| 116 | Становништво старије од 18 година са постосновним образовањем                                    | 21103    |
| 117 | Мушко становништво старије од 18 година са постосновним образовањем                              | 10656    |
| 118 | Женско становништво старије од 18 година са постосновним образовањем                             | 10447    |
| 119 | Просечна оцена школовања                                                                         | 9.05     |
| 120 | Просечан ниво образовања мушке популације                                                        | 9.28     |
| 121 | Просечан ниво образовања женског становништва                                                    | 8.82     |
| 122 | Економски активно становништво                                                                   | 37331    |
| 123 | Економски активна мушка популација                                                               | 26586    |
| 124 | Економски активна женска популација                                                              | 10745    |
| 125 | Становништво које није економски активно                                                         | 33093    |
| 126 | Мушко становништво које није економски активно                                                   | 7697     |
| 127 | Женско становништво које није економски активно                                                  | 25396    |
| 128 | Запослено становништво                                                                           | 35504    |
| 129 | Запослено мушко становништво                                                                     | 25182    |
| 130 | Запослено женско становништво                                                                    | 10322    |
| 131 | Незапослена популација                                                                           | 1827     |
| 132 | Незапослена мушка популација                                                                     | 1404     |
| 133 | Незапослена женска популација                                                                    | 423      |
| 134 | Становништво без права на здравствене услуге                                                     | 30968    |
| 135 | Становништво које има право на здравствене услуге                                                | 67963    |
| 136 | Становништво које има право на ИМСС                                                              | 42923    |
| 137 | Становништво које има право на социјално осигурање                                               | 2368     |
| 138 | Становништво које има право на државно социјално осигурање                                       | 655      |
| 139 | Становништво које има право на опште осигурање или здравствено осигурање за нову генерацију      | 12651    |
| 140 | Становништво које је било једном или није било у браку током 12 година и више                    | 20777    |
| 141 | Венчано или уједињено становништво од 12 година и више                                           | 44383    |
| 142 | Становништво које је било у браку или уједињено 12 година и више                                 | 5373     |
| 143 | Становништво са католичком религијом                                                             | 83368    |
| 144 | Протестанти, еванђелисти и библијски следбеници различити од еванђелиста                         | 7802     |
| 145 | Становништво са другим религијама различитим од претходних                                       | 163      |
| 146 | Становништво без религије                                                                        | 3677     |
| 147 | Укупно пописаних домаћинства                                                                     | 24872    |
| 148 | Пописна домаћинства на челу са мушкарцима                                                        | 20290    |
| 149 | Пописна домаћинства на челу са женама                                                            | 4582     |
| 150 | Становништво у пописним домаћинствима                                                            | 98973    |
| 151 | Становништво у пописним домаћинствима на челу са мушкарцима                                      | 82777    |
| 152 | Становништво у пописним домаћинствима на челу са женама                                          | 16196    |
| 153 | Укупно домаћинстава                                                                              | 52842    |
| 154 | Укупно насељених домаћинстава                                                                    | 25188    |
| 155 | Укупно приватних кућа                                                                            | 52526    |
| 156 | Насељени приватни домови                                                                         | 24872    |
| 157 | Укупно насељених приватних кућа                                                                  | 25187    |
| 158 | Ненасељене приватне куће                                                                         | 23612    |
| 159 | Појединачна домаћинства за привремену употребу                                                   | 4042     |
| 160 | Становници у насељеним приватним кућама                                                          | 98973    |
| 161 | Насељеност станара у приватним становима                                                         | 3.98     |
| 162 | Просечно становника по соби у приватним насељеним домаћинствима                                  | 1.13     |
| 163 | Појединачна домаћинства са подовима од различитих материјала од земље                            | 24231    |
| 164 | Појединачна домаћинства у приземљу                                                               | 525      |
| 165 | Појединачна домаћинства са једном спаваћом собом                                                 | 9545     |
| 166 | Појединачна домаћинства са две спаваће собе и више                                               | 15250    |
| 167 | Појединачна домаћинства са једним собом                                                          | 1658     |
| 168 | Појединачна домаћинства са две собе                                                              | 4697     |
| 169 | Појединачна домаћинства са 3 собе и више                                                         | 18416    |
| 170 | Појединачна домаћинства која имају електрично светло                                             | 24709    |
| 171 | Појединачна домаћинства која немају електрично светло                                            | 96       |
| 172 | Појединачна домаћинства која имају водоводну воду у стамбеном простору                           | 23946    |
| 173 | Појединачна домаћинства која немају водоводну воду у стамбеном простору                          | 827      |
| 174 | Појединачна домаћинства која имају тоалет                                                        | 24614    |
| 175 | Појединачна домаћинства која имају канализацију                                                  | 24521    |
| 176 | Појединачна домаћинства која немају канализацију                                                 | 194      |
| 177 | Појединачна домаћинства која имају електрично светло, довод воде из јавне мреже и канализацију   | 23684    |
| 178 | Појединачна домаћинства без икаквих услова                                                       | 99       |
| 179 | Појединачна домаћинства која имају радио                                                         | 21456    |
| 180 | Појединачна домаћинства која имају телевизор                                                     | 24307    |
| 181 | Појединачна домаћинства која имају фрижидер                                                      | 21503    |
| 182 | Појединачна домаћинства која имају машину за веш                                                 | 17667    |
| 183 | Појединачна домаћинства која имају аутомобил или комби                                           | 8358     |
| 184 | Појединачна домаћинства која имају рачунар                                                       | 6168     |
| 185 | Појединачна домаћинства која имају фиксну телефонску линију                                      | 4238     |
| 186 | Појединачна домаћинства која имају мобилни телефон                                               | 21310    |
| 187 | Појединачна домаћинства која имају приступ интернету                                             | 2169     |